# Simulium flavipes
Simulium flavipes är en tvåvingeart som beskrevs av Austen 1921. Simulium flavipes ingår i släktet Simulium och familjen knott. Inga underarter finns listade i Catalogue of Life.